# 2111 Tselina
2111 Tselina eller 1969 LG är en asteroid i huvudbältet som upptäcktes den 13 juni 1969 av den ryska astronomen Tamara Smirnova vid Krims astrofysiska observatorium på Krim. Den har fått sitt namn efter den sovjetiska Jungfrulandplanen.
Asteroiden har en diameter på ungefär 22 kilometer och den tillhör asteroidgruppen Eos.